# American Society for Mass Spectrometry
American Society for Mass Spectrometry (ASMS) är en branschorganisation baserad i USA med syfte att stödja vetenskapsområdet masspektrometri. Organisationen har 2019 ungefär 10000 medlemmar, mestadels forskare aktiva i USA, men även från många andra länder, inklusive Sverige. Organisationen anordnar en stor årlig konferens, vanligtvis under slutet av maj eller början av juni, liksom andra och mer ämnesspecifika konferenser och workshops. Organisationen publicerar tidskriften Journal of the American Society for Mass Spectrometry.

## Utmärkelser
ASMS uppmärksammar och främjar akademisk forskning genom utdelandet av fyra årliga priser. Biemannmedaljen och John B. Fenn-priset för ett distingerat bidrag till masspektrometrisk forskning tilldelas båda för att uppmärksamma enastående prestationer eller bidrag till grundläggande eller tillämpad masspektrometri, med Biemannmedaljen inriktad på individer tidigt i sina forskarbanor. Ronald A. Hites-priset tilldelas speciellt framstående originalforskning publicerad i Journal of the American Society for Mass Spectrometry. Forskarpris utdelas även till unga forskare inom masspektrometri baserat på föreslagen forskning.

## Publikationer
- Journal of the American Society for Mass Spectrometry
- Measuring Mass: From Positive Rays to Proteins [3]

## Konferenser
Organisationen anordnar sedan 1953 en stor årlig konferens, vanligtvis under slutet av maj eller början av juni, liksom andra och mer ämnesspecifika konferenser vid Asilomar State Beach i Kalifornien och Sanibel i Florida samt en höstworkshop, som även denna är fokuserad på ett ämne.